# Leonel Vangioni
Leonel Vangioni (Villa Constitución, 1987. május 5. –) argentin válogatott labdarúgó, jelenleg a Monterrey játékosa.

## Sikerei, díjai
River Plate
- Argentina Primera Division: 2013–14
- Copa Sudamericana: 2014
- Recopa Sudamericana: 2015
- Copa Libertadores: 2015